# Higashikurume
Higashikurume (japanska: 東久留米市?, Higashikurume-shi) är en stad i västra delen av Tokyo prefektur i Japan. Staden fick stadsrättigheter 1970.